# Methylformiaat
Methylformiaat of methylmethanoaat is een organische verbinding met als brutoformule C2H4O2. Het is de methylester van mierenzuur. De stof komt voor als een heldere, kleurloze, enigszins naar di-ethylether ruikende vloeistof, die zeer vluchtig en brandbaar is.

## Synthese
In het laboratorium wordt methylformiaat bereid door de verestering van mierenzuur en methanol, onder toevoeging van een zure katalysator (typisch zwavelzuur):
{\displaystyle {\ce {CH3OH + HCOOH -> HCOOCH3 + H2O}}}
In de industrie wordt het echter bereid uit methanol en koolstofmonoxide door een carbonylering in de aanwezigheid van een sterke base:
{\displaystyle {\ce {CH3OH + CO -> HCOOCH3}}}

## Toepassingen
Methylformiaat wordt voornamelijk gebruikt om formamide, dimethylformamide, difosgeen en mierenzuur te maken. Vanwege de hoge dampdruk droogt het zeer snel, het wordt daarom gebruikt in sneldrogende lak. Het wordt ook gebruikt als insecticide en in de synthese van geneesmiddelen.